# Литл-Рок
Литл-Рок (англ. Little Rock) — столица и крупнейший город штата Арканзас, США. Население — 197,881 тыс. человек (2018). Является центром агломерации, насчитывавшей в 2010 году 699,8 тыс. жителей.

## Этимология
Английский топоним Little Rock (рус. «малая скала») является дословным переводом французского названия La Petite Roche, которое в свою очередь происходит от небольшой формации скал на южном берегу реки Арканзас. Оно использовалось ранними европейскими поселенцами, путешествующими по реке и стало запоминающимся урочищем. «Малая скала» находится на противоположном берегу от «Большой скалы» (The Big Rock) — крутого обрыва, где когда-то находился карьер.

## История
До прибытия белых территорию населяли индейские племена. Первым европейцем, исследовавшим регион, стал в 1541 году испанский путешественник Эрнандо де Сото.
«Малой скалой» или Ла-Пти-Рош (фр. La Petite Roche) назвал эту местность французский исследователь Бернар де ла Арп в 1722 году. В качестве постоянного поселения Литл-Рок был основан уже англоязычными поселенцами в 1821 году. Статус города он получил спустя 10 лет; к XX веку, с развитием добычи бокситов, Литл-Рок стал крупным экономическим центром.
Широкую известность получили события 1957 года, когда губернатор штата Орвил Фобус отказался выполнить решение суда («Браун против Совета по образованию Топики») о совместном обучении чернокожих и белых школьников, которое де-юре запрещало расовую сегрегацию в США. В 1957 году, после того как руководство города во главе с губернатором О. Фобусом воспрепятствовало поступлению девяти чернокожих детей в Центральную среднюю школу, президент США Дуайт Эйзенхауэр приказал ввести в Литл-Рок войска, которые сломили сопротивление белых. Так город стал одним из символов борьбы с белым населением за свои гражданские права.
В 1992 году город был награждён премией All-America City Award (с англ. — «Всеамериканский город») присуждаемой Национальной гражданской лигой, которую неофициально называют «Нобелевской премией за конструктивное гражданство» и которая выдается за активную гражданскую позицию жителей некорпоративных сообществ Соединённых Штатов в жизни местного самоуправления.

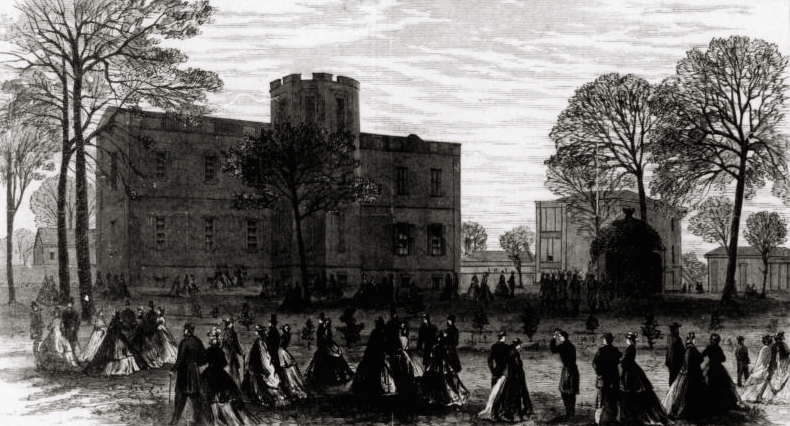
Городской арсенал, 1820-е
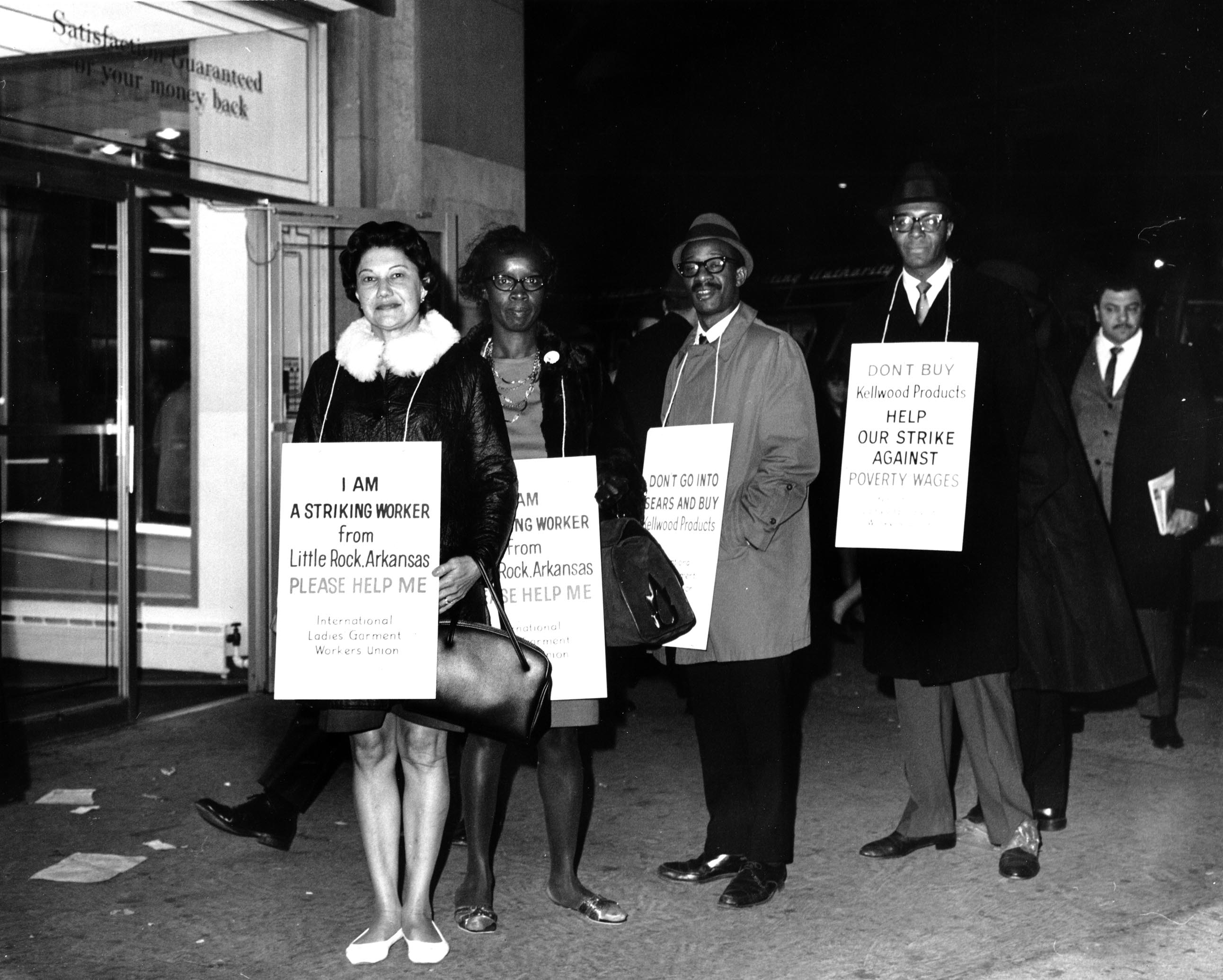
Пикет цветного населения, 1960-е
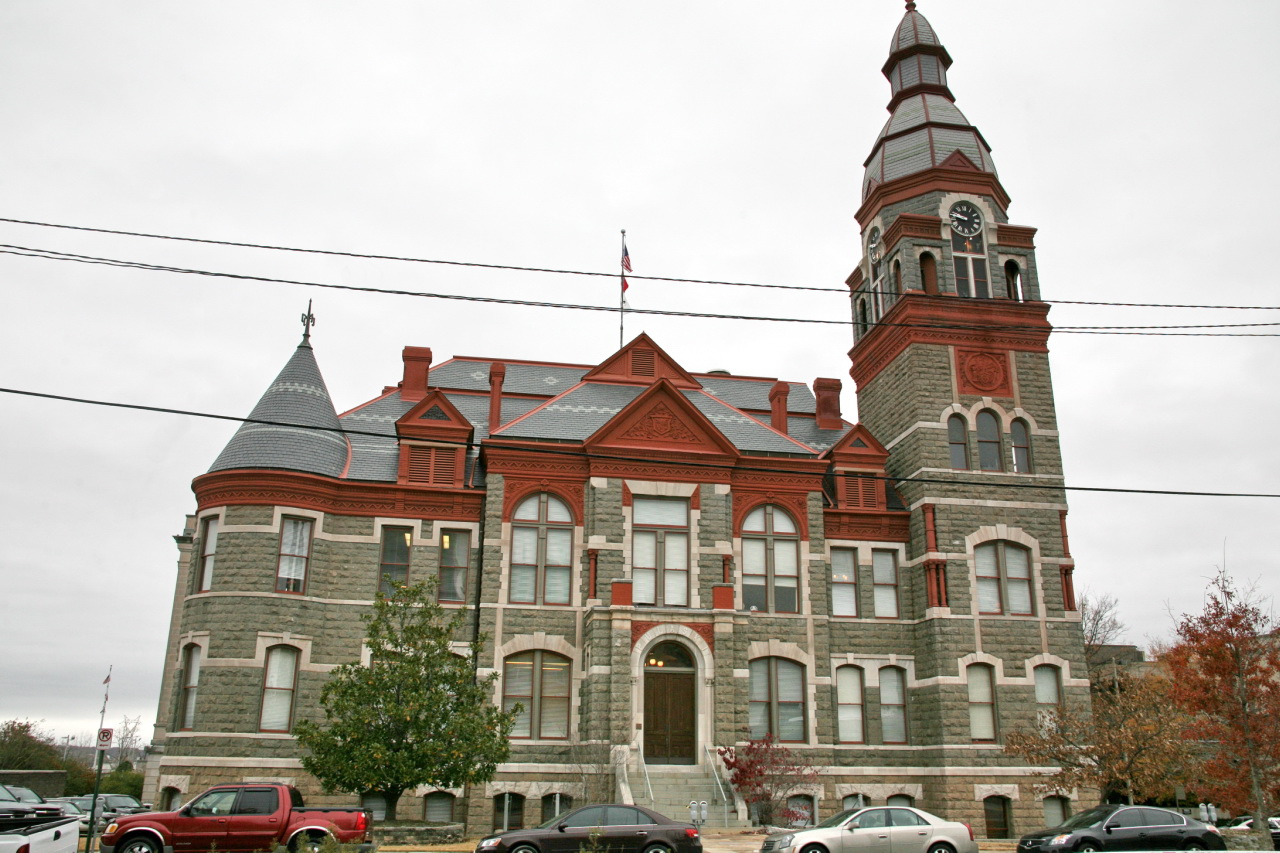
Здание окружного суда
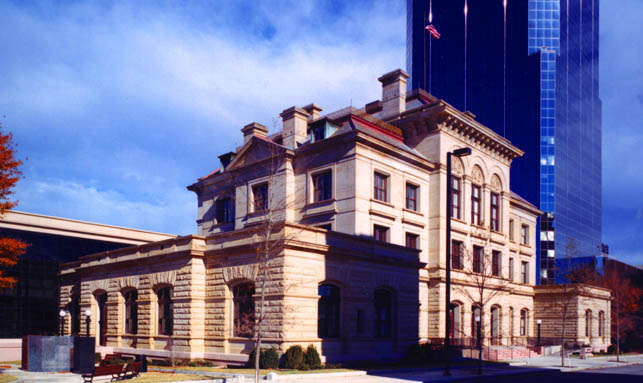
Старый почтамт

## География и климат
Литл-Рок расположен в центре штата на южном берегу реки Арканзас, напротив города Норт-Литл-Рок. По территории города протекает несколько крупных ручьёв, впадающих в реку. Западная часть города расположена на холмах. К северо-западу от Литл-Рока находится озеро Маумеле, снабжающее город питьевой водой.
Литл-Рок находится в зоне субтропического океанического климата, с влажным, жарким летом и прохладной зимой. Средняя температура января +5,2 °C, июля +28,0 °C. Среднегодовой уровень осадков составляет 1 263 мм.
| Показатель                    | Янв.  | Фев.  | Март  | Апр. | Май  | Июнь | Июль | Авг. | Сен. | Окт. | Нояб. | Дек.  | Год   |
| ----------------------------- | ----- | ----- | ----- | ---- | ---- | ---- | ---- | ---- | ---- | ---- | ----- | ----- | ----- |
| Абсолютный максимум, °C       | 28,3  | 30,5  | 32,7  | 35,0 | 36,6 | 41,6 | 44,4 | 45,5 | 41,1 | 36,1 | 30,0  | 26,6  | 45,5  |
| Средний суточный максимум, °C | 10,2  | 12,8  | 17,7  | 22,8 | 27,2 | 31,6 | 33,6 | 33,6 | 29,7 | 23,7 | 17,2  | 11,2  | 22,6  |
| Средняя температура, °C       | 4,8   | 7,1   | 11,8  | 16,7 | 21,7 | 26,1 | 28,2 | 28,0 | 23,8 | 17,6 | 11,4  | 6,1   | 16,9  |
| Средний суточный минимум, °C  | −0,4  | 1,3   | 5,9   | 10,5 | 16,1 | 20,7 | 22,8 | 22,4 | 18,0 | 11,4 | 5,6   | 0,9   | 11,2  |
| Абсолютный минимум, °C        | −22,2 | −24,4 | −11,6 | −2,2 | 3,3  | 7,7  | 12,2 | 11,1 | 2,7  | −2,7 | −12,2 | −18,3 | −24,4 |
| Норма осадков, мм             | 90    | 92    | 118   | 130  | 123  | 92   | 83   | 65   | 80   | 124  | 134   | 126   | 1257  |
| Источник: NWS                 |       |       |       |      |      |      |      |      |      |      |       |       |       |

## Население
По состоянию на 2010 год население Литл-Рока насчитывало 193,5 тысяч человек, из них:
- белых — 49,4 % (в 1970 — 74,1 %)
- афроамериканцев — 42,1 %
- латиноамериканцев — 4,7 %
- азиатов — 2,1 %

Среднегодовой доход на душу населения составляет 23 209 долларов США. Средний возраст горожан — 34 года. Уровень преступности очень высокий, в 3,9 раза выше среднего по США (большая часть преступлений совершается в чёрных гетто).

## Экономика

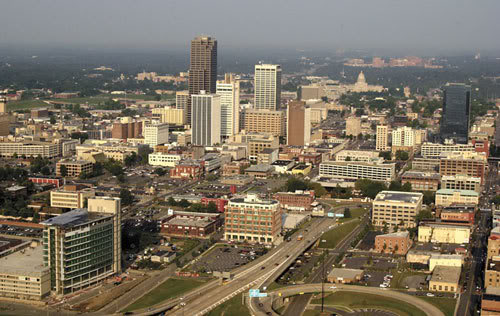
Центр города

В городе развиты приборостроение (в том числе производство фото- и киноаппаратуры, авиационных деталей, часов), оружейное производство (Remington Arms), химическая, деревообрабатывающая, целлюлозно-бумажная промышленность. Действуют заводы по переработке бокситов (алюминиевый, глинозёмный). Традиционно развита переработка сельскохозяйственной продукции.
Крупнейшим работодателем в городе является медицинский сектор.
В 27 км к северо-востоку — авиабаза Литл-Рок (Little Rock AFB), одна из крупнейших баз ВВС США.
В городе — филиал Арканзасского университета, колледжи (Арканзасский баптистский и колледж Филандера Смита).
В 2005 году журналом «Форбс» Литл-Року было присвоено 22 место (из 361 рассмотренного города) в США по удобству ведения бизнеса.

## Транспорт

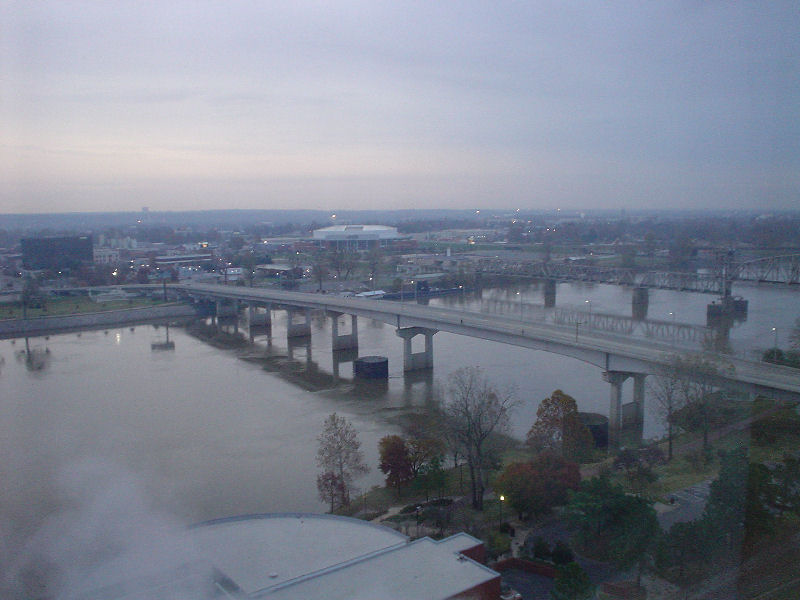
Мост через реку Арканзас

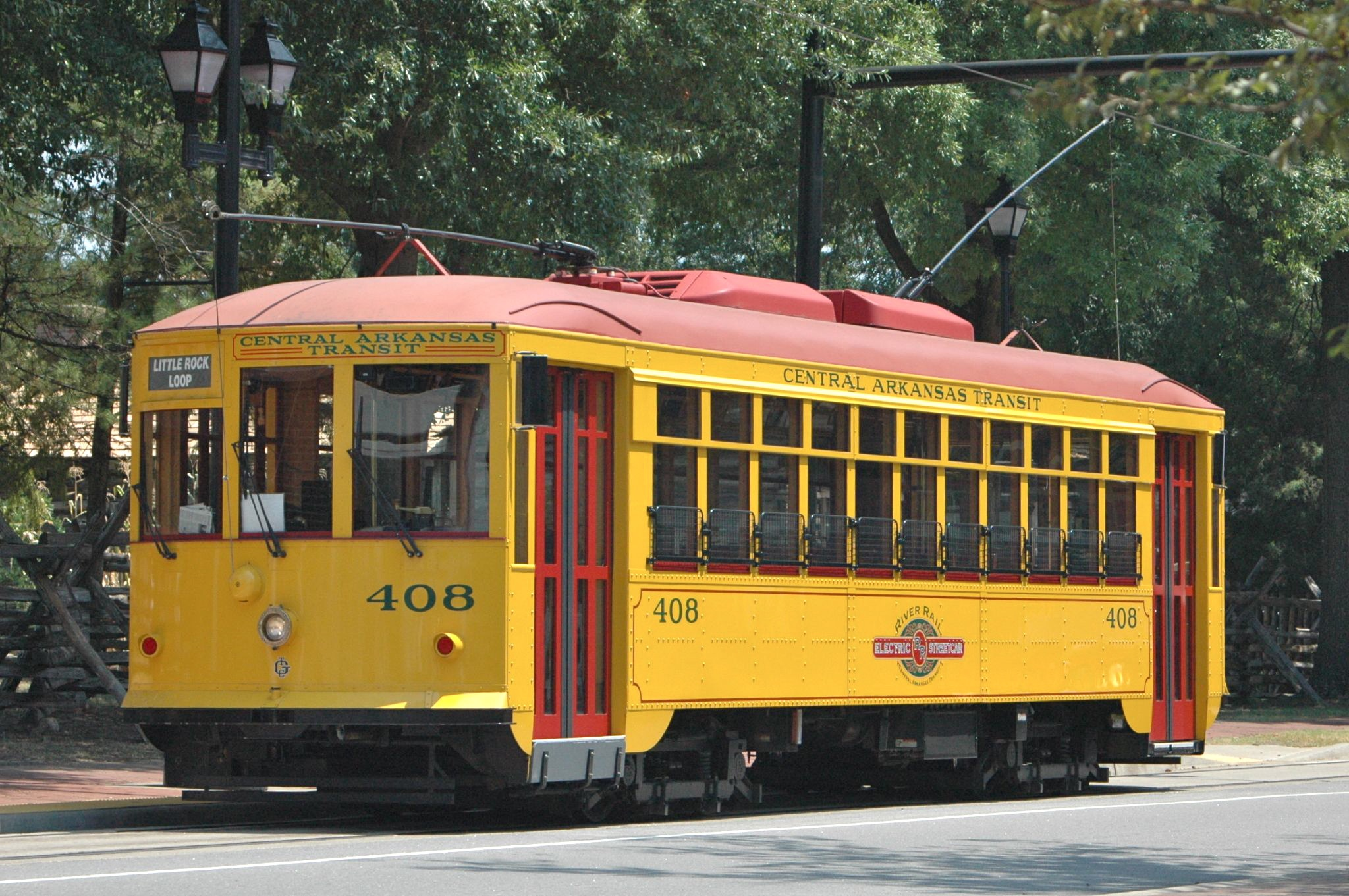
Трамвай в Литл-Роке

Литл-Рок является важным центром пересечения межштатных автомагистралей, что в немалой степени способствовало развитию города. Основные дороги, проходящие через город и его окрестности: I-40, I-30, US 65, US 67, US 167, I-430, I-440, I-530, I-630.
Воздушными воротами города является Национальный аэропорт Литл-Рок (англ. Little Rock National Airport), также известный под официальным названием Адамс-Филд, (ИАТА: LIT, ИКАО: KLIT, FAA LID: LIT) — расположен в трёх километрах к востоку от центрального делового района города. Несмотря на отсутствие регулярного международного сообщения, аэропорт обрабатывает более 150 отправлений и прибытий самолётов ежедневно и связан беспосадочными маршрутами с 18-ю крупными международными аэроузлами (хабами) Соединённых Штатов. Пассажирооборот в 2010 году составил 2,1 миллиона человек.
Автобусные маршруты связывают Литл-Рок со многими городами, крупнейшие из которых: Даллас, Мемфис, Хьюстон, Сент-Луис, Оклахома-Сити и Канзас-Сити.
Общественный транспорт в городе представлен автобусами (23 маршрута), автобусами-экспрессами (3 маршрута) и трамваем, соединяющим центр Литл-Рока с городом Норт-Литл-Рок, расположенным на другом берегу реки Арканзас.
19 января 1947 года в городе останавливался Американский поезд свободы.

## Достопримечательности

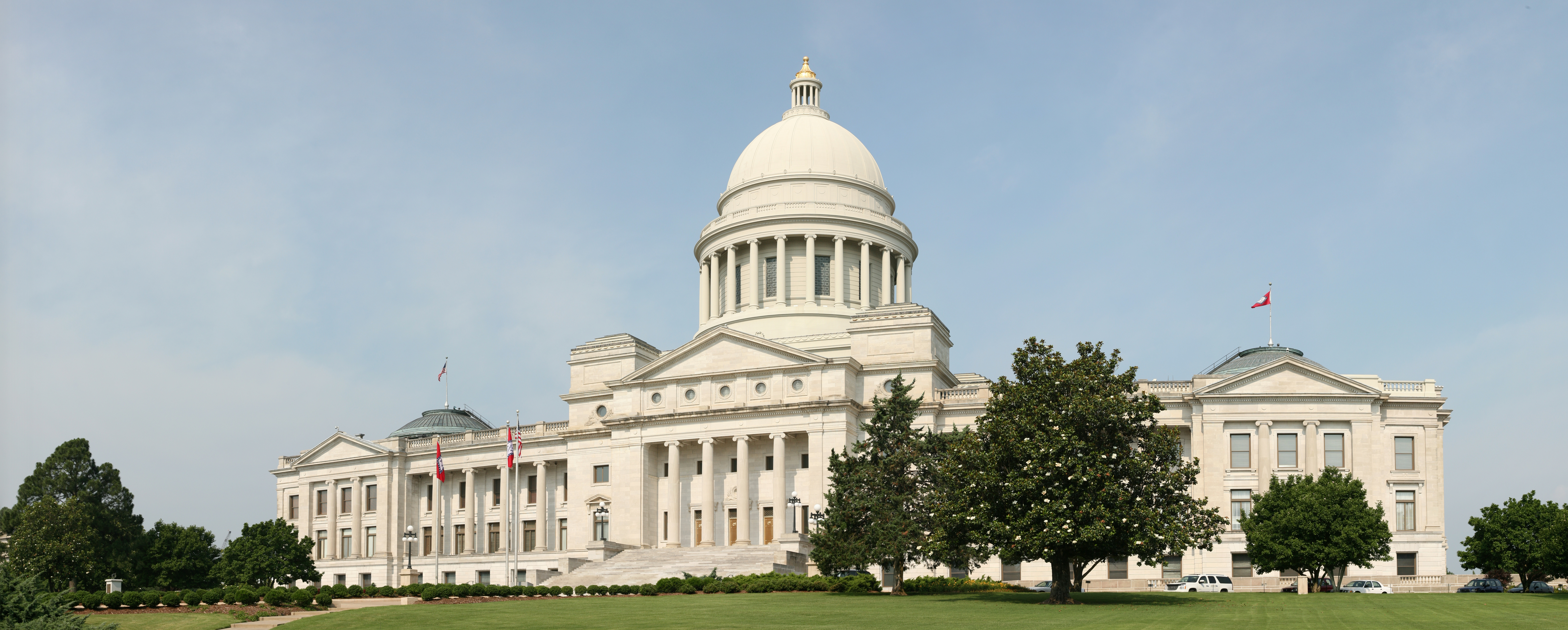
Капитолий штата Арканзас

Из достопримечательностей — Капитолий штата Арканзас, построенный в 1915 году и являющийся уменьшенной копией вашингтонского (всего в городе три здания законодательных собраний штата — исключительный для США случай); Арканзасский центр искусств; музей науки и естественной истории; дом-музей Дугласа Макартура. Имеются театр, симфонический оркестр. С 2004 года работает президентская библиотека Билла Клинтона.
Зоопарк Литл-Рока — единственный в штате Арканзас.

## Города-побратимы
- Китайская Республика: Гаосюн
- Бельгия: Монс
- Италия: Провинция Рагуза
- Китай: Чанчунь
- Республика Корея: Ханам
- Бразилия: Кашиас-ду-Сул, Риу-Гранди-ду-Сул
- Мексика: Пачука-де-Сото, Идальго